# Nokia C20
Nokia C20 та Nokia C20 Plus — смартфони початкового рівня, розроблені компанією HMD Global під брендом Nokia. Nokia C20 був представлений 8 квітня 2021 року, а C20 Plus — 11 червня того ж року.
В Україні офіційно продається тільки Nokia C20, який доступний виключно в оператора Vodafone Україна.

## Дизайн
Екран виконаний зі скла. Корпус виконаний з пластику з хвилястою фактурою.
Ззовні Nokia C20 є ідентичним до Nokia C10, коли Nokia C20 Plus є схожим на Nokia C30.
Знизу знаходяться роз'єм microUSB та мікрофон. Зверху розташований 3.5 мм аудіороз'єм. З правого боку розміщені кнопки регулювання гучності та кнопка блокування смартфона. Місця для залежно від версії слоту під 1 SIM-картку і карту пам'яті формату microSD до 256 ГБ або під 2 SIM-картки і карту пам'яті формату microSD до 256 ГБ розміщені під знімною панеллю. Ззаду розміщені динамік з точкою, що випирає, аби у лежачому положенні динамік не перекривався, логотип «NOKIA», круглий блок камери з LED спалахом у C20 та круглий блок подвійної камери і зліва від нього LED спалах у C20 Plus. Спереду, на відміну від C20 Plus, C20 має більші рамки та LED спалах для фронтальної камери.
Nokia C20 продається в темно-синьому та Пісочному кольорах.
Nokia C20 Plus продається в кольорах Океанічний синій та Графітовий чорний.

## Технічні характеристики

### Платформа
Смартфони отримали процесор Unisoc SC9863A та графічний процесор IMG8322.

### Батарея
Nokia C20 отримав батарею об'ємом 3000 мА·год, а С20 Plus — 4950 мА·год. В обох телефонів батарею можна зняти та самостійно замінити.

### Камера
Nokia C20 отримав основну та фронтальну камери 5 Мп, f/2.2.
Nokia C20 Plus отримав основну подвійну камеру 8 Мп + 2 Мп, f/2.4 (сенсор глибини). Фронтальна камера отримала роздільність 5 Мп та світлосилу f/2.2.
Основна та фронтальна камери обох моделей вміють записувати відео в роздільній здатності 720p@30fps

### Екран
Nokia C20 отримав екран IPS LCD, 6.52", HD+ (1600 × 720) зі співвідношенням сторін 20:9, щільністю пікселів 269 ppi та краплеподібним вирізом під фронтальну камеру.
Nokia C20 Plus отримав екран IPS LCD, 6.5", HD+ (1600 × 720) зі співвідношенням сторін 20:9, щільністю пікселів 270 ppi та краплеподібним вирізом під фронтальну камеру.

### Пам'ять
Nokia C20 продається в комплектаціях 1/16, 2/16 та 2/32 ГБ.
Nokia C20 Plus продається в комплектації 3/32 ГБ.

### Програмне забезпечення
Смартфони були випущені на Android 11 (Go Edition).